# 13 Pfeifen
13 Pfeifen (Originaltitel: russisch Тринадцать трубок, Trinadzat trubok) ist eine Novellensammlung von Ilja Ehrenburg aus dem Jahr 1923.

## Inhalt
Die Geschichten werden je aus Sicht eines Ich-Erzählers vorgetragen. Er geht in jedem Abschnitt auf eine Tabakpfeife ein, die sich in seinem Besitz befindet, und berichtet von einer Geschichte, die jeweils mit dieser Pfeife zusammenhängt. Am Ende jedes Kapitels wird ein Resümee gezogen.

### Die Pfeife des Diplomaten
Der Diplomat Wissarion Alexandrowitsch Dominantow kauft eine spezielle Pfeife, durch die alle Eigenschaften des Tabakrauches absorbiert werden sollen. Da der Verkäufer das Modell aber falsch zusammensetzt, funktioniert der Effekt nicht. Dominantow schenkt die Pfeife seinem geltungssüchtigen Untersekretär Nikolai Iwanowitsch Newascheïn, der sie kurz darauf an seinen Diener Afanassi weitergibt. Der überlässt die Pfeife wenig später auf der Straße dem jungen Anstreicher Fedot Kowyljow. Dieser wird nach der Oktoberrevolution Funktionär der Bolschewiki. Als Kowyljow seinen Sekretär Tschitkes an die Front abkommandiert, gibt er ihm als Trost die Pfeife. Tschitkes kann nach Vorsprache bei verschiedenen Behörden die Versetzung in den Gefängnisdienst erreichen. Dort verliebt er sich in eine Frau, die sich aber als Komplizin der Weißen Armee entpuppt. Tschitkes ist zutiefst schockiert und schenkt in seiner Verzweiflung die Pfeife einem Häftling. Dieser ist der ehemalige Diplomat Dominantow, der sein einstiges Eigentum sofort wiedererkennt. In seiner Zelle findet sie der Erzähler im Herbst 1921.

### Die Pfeife des Kommunarden
Der Maurer Jean Roue wird während des Juniaufstandes 1848 vor den Augen seines 7-jährigen Sohnes Louis getötet. Dieser wird später selbst Maurer und hat zusammen mit der Tagelöhnerin Juliette einen Sohn namens Paul. Juliette verlässt ihren Mann jedoch für einen Pferdefleischer. Louis beteiligt sich in der Zeit der Pariser Kommune an der Verteidigung der Stadt gegen französische und preußische Truppen. Er muss aber seinen 4-jährigen Sohn mit an die Kanone nehmen, da sich sonst niemand um ihn kümmern kann. Bei der Einnahme der Stadt stirbt der Maurer und Paul wird gefangen genommen. Bei sich trägt der Junge die geliebte Pfeife des Vaters, mit der er nun Seifenblasen erzeugt. Als die Verlobte eines Leutnants der Nationalgarde in das Gefangenenlager geführt wird, will sie Paul die Pfeife aus den Händen schießen. Sie trifft dabei aber das Kind tödlich und ist aufgrund ihrer Verachtung für die Arbeiterklasse über diese Tat sexuell erregt.

### Die Pfeife des Juden
Der Erzähler kauft in Thessaloniki bei dem jüdischen Altwarenhändler Josua eine gut eingerauchte Pfeife und erfährt von ihm deren Hintergrund. Josuas Vater hatte auf dem Sterbebett jedem seiner vier Söhne gute Ratschläge erteilt. Sie alle waren über die Worte des Vaters aber ungehalten und fanden ihr Lebensglück darin, dass sie die Weisheiten missachteten; der erste heiratete und führte eine glückliche Ehe, der zweite machte sich bei Feierlichkeiten als Unterhalter einen Namen, der dritte studierte das Diamantenschleifen und wurde durch die Herstellung von Fälschungen reich. Josuas selbst rauchte die Pfeife, die sein Vater stets nur begutachtet, aber nie benutzt hatte, ein und steigerte damit ihren Handelswert.

### Die Friedenspfeife
Während der Schlacht nahe Ypern muss der französische Soldat Pierre Debois nachts einen Erkundungsgang ins Niemandsland unternehmen. Pfeife rauchend kriecht er über den Boden und trifft dabei zufällig auf den deutschen Soldaten Peter Debau. Pierre reicht Peter die Pfeife, der sie nach einem Zug wieder zurückgibt. So fahren sie eine Weile fort, im Wechsel zu rauchen, bis die Pfeife erlischt. Die Soldaten stürzen nun aufeinander zu und töten sich gegenseitig. Nachdem die französische Armee den Bereich zurückerobert hat, werden die Leichname der beiden Männer und die Pfeife gefunden.
In die Geschichte verwoben sind biografische Abrisse über die beiden Soldaten, die jeweils in Zivil Landwirte sind und deren Namen sowie die Namen ihrer Frauen und ihrer Wohnorte in der jeweils anderen Sprache einander gleichen.

### Die Pfeife des Lords
Der blasierte Lord Edward Greyton gilt als bester Raucher Englands, da er über eine vollständig regelmäßige Atmung verfügt, die ihn selbst in erregenden Momenten nicht verlässt. Im Alter von bereits 49 Jahren heiratet Greyton Lady Mary und lässt sich aus diesem Anlass sogar eine neue Pfeife herstellen. Da der Lord jedoch in Beziehungsfragen unbedarft ist, lädt er seinen Freund Lord William Regent, einen bekannten Bulldoggenzüchter, regelmäßig ein, um Mary in jeglicher Form Gesellschaft zu leisten. Als Greyton die beiden aber eines Tages in flagranti erwischt, bringt ihn der Anblick derart aus der Fassung, dass seine Atmung unregelmäßig wird und er wütend in die Pfeife beißt. Kurz darauf reist er mit seiner Frau nach Kairo. Dem ahnungslosen Regent überlässt Greyton die besagte Pfeife als Belohnung für seine Mühen um Mary.

### Die Pfeife des Schauspielers
Der zweitklassige US-amerikanische Schauspieler George Randy erhält durch eine Verwechslung die Hauptrolle in einem teuren Abenteuerfilm. Seiner Frau, der Sängerin Mary, verschafft er die Stelle seiner Partnerin. Vom großzügigen Vorschuss kauft sich George eine Pfeife, deren spezieller Kopf den glimmenden Tabak vor Wind schützen soll, da die Dreharbeiten im winterlichen Kanada stattfinden. Während der Arbeit verliert er jedoch zusehends den Bezug zur Realität und empfindet die Spielszenen als Wirklichkeit. Mary macht ihm deswegen Vorwürfe und reist letztlich mit dem Schauspieler William Poker zurück in die USA. George verfällt nun ins andere Extrem und sieht die ihn umgebende Realität als Filmgeschehen. Als er seine Frau und Poker zusammen in einem Hotel erwischt, erschießt er den Nebenbuhler, wird zum Tode verurteilt und auf dem elektrischen Stuhl hingerichtet. Alle diese Ereignisse nimmt er aber als Filmdreh auf.

### Die Pfeife des Holländers
Der Erzähler weilt als 18-Jähriger im Jahr 1909 auf einer Rinderfarm nahe Alkmaar. Ihr Besitzer ist der stille und strenggläubige Martin van Broot, ein Witwer und Vater von zwölf hübschen Töchtern. Der Erzähler verliebt sich in Wilhelmine, die Älteste, wird aber nach einem Annäherungsversuch vom Vater zurechtgewiesen. Eines Nachts bemerkt der Erzähler, dass ein Mann bei der nackten Wilhelmine im Zimmer sitzt. Der Unbekannte wirft vor Zorn seine Pfeife aus dem Fenster, weil er meint, von einem Arbeiter beobachtet zu werden. Sie zerbricht dabei und der Erzähler nimmt die Einzelteile an sich. Als van Broot am nächsten Tag über den Verlust seiner Pfeife flucht, klärt sich für den Erzähler alles auf und er verliert jegliche Illusionen über das Leben. Nachdem er die kaputte Pfeife hervorholt und sie vor den Augen der Familie anzündet, bitte van Broot ihn indirekt, die Farm zu verlassen.

### Die Pfeife des Kapitäns
Der dänische Kapitän Gustav Ohlsson verliebt sich in die schöne Sansanetta, die er gegen ein großzügiges Entgelt mit ihrem Liebhaber Jules de Rossignol heimlich nach Rio de Janeiro bringen soll. Ohlsson setzt Rossignol jedoch auf einer entlegenen Insel aus und schenkt ihm seine Pfeife, damit er sich angesichts des sicheren Todes noch eine kleine Freude gönnen kann. Ohlssons Lebensglück wird aber in der nun folgenden Beziehung mit der eigensinnigen Sansanetta gänzlich zerstört und so rudert er letztlich zu der einsamen Insel, wo er Rossignols Leichnam und die Pfeife findet.

### Die Pfeife der Neger
Der belgische Millionär van Esterped unternimmt im Herbst 1920 eine Flussfahrt in der Kolonie Belgisch Kongo. Durch eine Havarie kommen aber alle Mitreisenden außer ihm ums Leben. In der abgelegenen Gegend trifft er letztlich auf Eingeborene vom Stamm der Gobulen, die er, eingedenk seines bisherigen Lebensumfeldes, für Dienstpersonal hält und grausam behandelt. Eine Gruppe vom Einheimischen setzt van Esterped daraufhin fest und führt ihn ihrem Häuptling Kandsha vor. Dieser folgt der Tradition, Haschisch in einer Pfeife zu rauchen und sich anschließend den Bauchnabel eines Fremden zu betrachten. Nach den darauf einsetzenden Visionen ordnet er seine Gegenüber als gute oder schlechte Menschen ein. Beim Anblick van Esterpeds bleiben aber auch nach drei Versuchen jegliche Erscheinungen aus. Der Belgier darf die Pfeife nun selbst rauchen und erblickt bei Kandhas Bauchnabel Schlangen. Die Stammesmitglieder töten ihr Oberhaupt daraufhin. Da sie aber van Esterped nun als Heiligen betrachten, töten sie ihn ebenfalls und glauben, nach dem Verzehr seines Körpers seine angeblichen Kräfte zu erlangen. Tatsächlich werden sie nach dem vollzogenen Kannibalismus aber genauso faul und emotionslos wie der Millionär. Kurz darauf tötet eine belgische Strafexpedition zahlreiche Gobulen.

### Die Pfeife Peters des Großen
Der Kiewer Geschichtslehrer Nikita Galaktionowitsch Woljatschka wird 1919 Mitarbeiter im Landwirtschaftsamt. Als dort eines Tages mehrere Gebrauchsgegenstände verlost werden, gewinnt er eine Pfeife. Obwohl Nichtraucher beginnt er nach einiger Zeit doch, sie zu benutzen, woraufhin sich aber sein Geist verwirrt. Woljatschka meint, diverse Ereignisse und Personen in seinem Umfeld seien Geschehnisse und Menschen aus dem Umfeld von Peter I., worauf er auch entsprechend reagiert. Der Umnachtete stiftet dadurch inner- und außerhalb Kiews Verwirrung. Er landet letztlich in Petrograd, wo man nach einigem Suchen seinen nackten Leichnam unter dem bekannten Zarendenkmal findet. Diesem hatte er vorher noch die Pfeife in den Mund gesteckt.

### Die verwirrende Pfeife
Der Schauspieler und Sonderling George Quevaulier, der nach dem Aufenthalt in einem speziellen Frauenkurort auffallend feminine Züge aufweist, schenkt seinem Freund, dem russischen Gutsherrn Valentin Apollonowitsch Kiskin, eine Meerschaumpfeife. Nachdem er das Mitbringsel benutzt hat, scheinen sich sein Wesen und Verhalten ebenfalls ins Weibliche zu wandeln. Daraufhin gibt er das Rauchen auf und kaut nur noch Fruchtbonbons. Die Pfeife bleibt 15 Jahre, bis um die Zeit der Oktoberrevolution, ungenutzt. Dann wird sie nacheinander von Kiskins Tochter Shenjan, die damit nach Kursk geht, dem Volksschullehrer Popko, dem Kriminalbeamten Gogotschenko, dem Schauspieler Stschupljakow, dem Bildhauer Dermosol, dem Ermittler Kapluntschik und vielen weiteren Menschen in Kursk geraucht. Jeder von ihnen nimmt ein ungewöhnliches Verhalten an, das stets dem eines der Vorbesitzer entspricht. In der Stadt bricht dadurch ein großes Chaos aus. Zugleich werden Gerüchte laut, auf dem Grab des vor Ort beigesetzten Quevaulier geschähen merkwürdige Dinge. Eines Tages verschwindet die Pfeife plötzlich aus Kapluntschiks Büro; an ihrer Stelle sitzt ein lebendiges Küken.

### Die bayrische Pfeife
Der Förster Kurt Schuller zieht in den Ersten Weltkrieg und hinterlässt seiner Frau Else seine geliebte Pfeife. Einige Zeit später lernt sie den Kriegsgefangenen Faddej Chodoschljopow aus Pensa kennen, der in der Gegend als Holzfäller arbeiten muss. Else tröstet sich mit ihm über die Abwesenheit ihres Mannes hinweg. Die Beziehung ist für sie aber erst vollkommen, als Faddej auf ihr Drängen hin Kurts Pfeife benutzt, obwohl Else das Rauchen früher immer gestört hat. Im Mai 1918 kehrt der Förster unversehens zurück. Faddej kann sich rechtzeitig verstecken und Else steckt die noch warme Pfeife in den Mund der großen Statue von Hubertus von Lüttich, die im Haus steht. Ihrem Mann gegenüber erklärt sie, das Heiligenbild würde von selbst rauchen. Kurt lässt die Pfeife angesichts des vermeintlichen Wunders in der Plastik stecken. Am nächsten Morgen raucht sie immer noch, was Else nun als tatsächliches Wunder erscheint. Nach Kurts baldigem Tod muss sie die Pfeife aber verkaufen.

### Die schwarzgerauchte Pfeife
Im Paris des Jahres 1909 wird Margot, die junge Frau des Viehhändlers Vévaut, von dem Dichter Jules Alouette und dem Mathematiker Jean Limé begehrt. Jules kauft sich sogar eine Pfeife, da Monsieur Vévaut ebenfalls eine solche raucht. Dieser weiß um das Interesse der jungen Männer an seiner Frau, stört sich aber nicht daran. Als Jean seine Angebetete und Jules eines Tages zusammen im Park sieht, ist er enttäuscht und beschließt, die Stadt zu verlassen. Kurz zuvor möchte er sich von Madame Vévaut verabschieden, die aber ohne sein Wissen verreist ist. Nach ihrer Rückkehr erfährt sie, dass ihr Mann in der gemeinsamen Wohnung erstochen wurde. Jules wird in Untersuchungshaft genommen, hat aber ein Alibi. Auch Jean wird vernommen, und da die Polizei in seiner Hosentasche eine blutbefleckte Pfeife findet, fällt der Verdacht auf ihn. Er wird letztlich zu lebenslanger Haft verurteilt. Margot tut sich mit Jules zusammen, obwohl er ihr während ihrer Reise untreu war. Sie bemerkt, dass seine Pfeife verschwunden ist, was er mit einem ärztlichen Verbot erklärt. Zusammen lassen sie sich gehässig über Jean aus, den beide angeblich von Anfang an nicht mochten. Der Mathematiker fühlt sich im Gefängnis hingegen sehr wohl und verbringt die Jahre damit, in seiner Liebe zu Margot zu schwelgen und die Pfeife zu rauchen. Diese wird mit der Zeit so schwarz, dass selbst die Initialen „A. J.“ nicht mehr zu sehen sind. Nach Jeans Tod wird die Pfeife, wie vorher von ihm verfügt, an Jules geschickt. Dieser erinnert sich aber nicht mehr an die Begebenheiten.

## Selbstzeugnis des Autors
Im auf den 3. Juli 1922 datierten Vorwort bezeichnete Ehrenburg eine Pfeife als einen „stark vergeisterte[r]n Gegenstand“, eine Chronik der „vielfältigen Leidenschaften“ des menschlichen Lebens und als einzigen Gegenstand, den er liebe. Die 13 Pfeifen sah er deshalb selbst als „ein geistiges, sogar ein beseeltes Buch“ an.

## Ausgaben
Die Sammlung erschien erstmals 1923 in Berlin beim Verlag Gelikon. Frühe deutschsprachige Fassungen erschienen 1926 beim Rhein-Verlag in Basel und 1930 beim Malik-Verlag. Das Buch erlebte mehrere Neuauflagen, u. a. wurde es 1984 vom Volk und Wissen Verlag zusammen mit Ehrenburgs Sammlung Unwahrscheinliche Geschichten in einem Band publiziert. Die deutsche Übersetzung des Werkes besorgte Berit Schiratzki.